# Gulkronad manakin
Gulkronad manakin (Heterocercus flavivertex) är en fågel i familjen manakiner inom ordningen tättingar.

## Utseende och läte
Gulkronad manakin är en rätt stor och distinkt manakin. Hanen är olivgrön ovan och rostfärgad under, med kontrasterande vitt på strupen. Den gula fläcken på hjässan som gett den sitt namn hålls ofta dold. Honan har grå strupe och saknar det gula på hjässan. Lätet består av en mycket tunn stigande och fallande vissling, "weeee-pítch-ooo".

## Utbredning och systematik
Fågeln förekommer från östra Colombia till sydvästra Venezuela och norra Amazonas i Brasilien. Den behandlas som monotypisk, det vill säga att den inte delas in i några underarter.

## Levnadssätt
Gulkronad manakin hittas i säsongsmässigt översvämmade skogar och intilligande skogsområden nära floder, inklusive vitsandsskogar. 

## Status och hot
Arten har ett stort utbredningsområde, men tros minska i antal, dock inte tillräckligt kraftigt för att den ska betraktas som hotad. Internationella naturvårdsunionen IUCN listar arten som livskraftig (LC).